# Digitale duplicator
Een printer-duplicator (ook: digitale duplicator of duprinter) is een druktechnologie ontworpen voor hoog-volume printtaken (dertig afdrukken of meer van hetzelfde origineel). De digitale duplicator kan een efficiënt alternatief zijn voor copiers of kleine offset-drukpersen.
Het afdrukproces van een digitale duplicator begint bij het inscannen van het origineel (of het ontvangen van het origineel vanaf de PC) en het branden van een master. Het branden van de master is een thermisch proces, waarbij kleine gaatjes ingebrand worden in het mastermateriaal. Daarna wordt de master rond een trommel gewikkeld. De inkt wordt door de gaatjes in de master geperst en zo op het papier gedrukt.
Digitale duplicatoren halen snelheden tot 180 afdrukken per minuut, met een relatief lage kostprijs per blad. Ze bevatten geen elementen die verwarmen of copier supplies (zoals toner) gebruiken.
De eerste echte digitale duplicator werd ontwikkeld door de Riso Kagaku Corporation in augustus 1986. Door de milieuvriendelijkheid werden ze erkend als 'Energy Star Compliant' door de U.S. Environmental Protection Agency (EPA). 
Anno 2008 zijn er drie grote fabrikanten van digitale duplicatoren: Duplo, Ricoh en Riso. Duplo ging een stap verder in milieuvriendelijkheid met hun recente generatie digitale duplicatoren, met inkt op basis van sojaolie. De andere fabrikanten volgden.